# Шаровский, Василий Михайлович
Шаровский Василий Михайлович (24.12.1891 — 25.04.1938) — член Центральной рады, анархо-коммунист, участник махновского движения.

## Биография
Василий родился 24 декабря 1891 года в Гуляйполе.
С началом Первой мировой войны был призван на фронт. На царской службе получил звание старший фейерверкер.
Во время службы в армии присоединился к Украинской Партии Социалистов Революционеров, затем вступил в партию боротьбистов, затем анархист-коммунист.
В 1917 г. — начальник батареи «Черной гвардии» организованной в Гуляйполе. В августе 1917 избран членом Центральной Рады от Всеукраинского совета крестьянских депутатов представитель Александровского уезда Екатеринославской губернии.
В апреле 1918 Шаровский вместе с группой бывших офицеров царской армии организовали и возглавили переворот в Гуляйполе против власти совета и готовились встретить части Австро-немецких войск и Армии УНР.
С января по июнь 1919 г. — начальник артиллерии 3-й Заднепровской бригады им. батьки Махно. С сентября по декабрь 1919 г. — помощник начальника артиллерии Повстанческой Армии (махновцев). С июля 1920 г. по январь 1921 г. — начальник артиллерии Повстанческой Армии.
В январе 1921 в районе Корсуня Василий дезертировал с частей РПАУ.
В 1930 г. учительствовал в Гуляйполе.
16 февраля 1938 арестован тройкой Управления НКВД в Днепропетровской области. Обвинен в руководстве «контрреволюционной анархо-махновской организации» и подготовке вооруженного восстания. Расстрелян 25 апреля 1938.

## Оценки
Статья из газеты «Известия» 6 апреля 1919.
Среди махновцев имеется множество безумно смелых и талантливых людей. Таковы, например, два артиллериста, Чучко и Шаровский командующие батареями. Оба солдата-фронтовики, не получившие никакого образования, а умеют великолепно разбираться в боевой операции, искусно поставить батарею и с неподражаемым хладнокровием и умением пристреляться с двух выстрелов по любой цели.